# Кодекс торговельного мореплавства України
Кодекс торговельного мореплавства України (англ. The Merchant Shipping Code of Ukraine) — законодавчий акт, який регулює відносини, що виникають з торговельного мореплавства. Діє з 1995 року зі змінами та доповненнями.
Конституційний Суд України одного разу перевіряв конституційність його норм.

## Структура
Кодекс складається з 393 статей (не рахуючи доданих), об'єднаних в 11 розділів та глави без наскрізної нумерації.
- Розділ I. Загальні положення
  - Глава 1. Загальні правила
  - Глава 2. Сфера дії Кодексу торговельного мореплавства України
- Розділ II. Судно
  - Глава 1. Загальні правила
  - Глава 2. Реєстрація суден і право на прапор України
  - Глава 3. Суднові документи
  - Глава 4. Арешт суден
- Розділ III. Екіпаж судна
  - Глава 1. Загальні правила
  - Глава 2. Капітан судна
- Розділ IV. Мореплавство у територіальному морі, внутрішніх водах, акваторіях морських портів
  - Глава 1. Морський порт та безпека мореплавства у морських портах
  - Глава 3. Морські лоцмани
  - Глава 4. Служба регулювання руху суден
  - Глава 5. Морське агентування
  - Глава 6. Майно, що затонуло в морі
- Розділ V. Морські перевезення
  - Глава 1. Загальні правила
  - Глава 2. Договір морського перевезення вантажу
  - Глава 3. Договір морського перевезення пасажира
  - Глава 4. Договір морського круїзу
- Розділ VI. Фрахтування суден
  - Глава 1. Договір чартеру (фрахтування) суден на певний час
  - Глава 2. Договір лізингу судна
- Розділ VII. Морське буксирування
  - Глава 1. Загальні правила
  - Глава 2. Портове буксирування
  - Глава 3. Міжпортове буксирування
- Розділ VIII. Морське страхування
  - Глава 1. Договір морського страхування
- Розділ IX. Надзвичайні морські події
  - Глава 1. Загальна аварія
  - Глава 2. Окрема (незагальна) аварія
  - Глава 3. Відшкодування збитків від зіткнення суден
  - Глава 4. Відшкодування збитків від забруднення
  - Глава 5. Відшкодування ядерної шкоди
  - Глава 6. Винагорода за рятування на морі
  - Глава 7. Морські протести
- Розділ X. Обмеження відповідальності судновласника
  - Глава 1. Межі відповідальності судновласника
  - Глава 2. Привілейовані вимоги
  - Глава 3. Морська іпотека
- Розділ XI. Претензії та позови
  - Глава 1. Загальні правила
  - Глава 2. Претензії
  - Глава 3. Позовна давність.

## Основні положення
Під торговельним мореплавством у Кодексі розуміється діяльність, пов'язана з використанням суден для перевезення вантажів, пасажирів, багажу та пошти, рибних та інших морських промислів, розвідки та видобування корисних копалин, виконання буксирних, криголамних і рятувальних операцій, прокладання кабелю, також для інших господарських, наукових і культурних цілей.
Торговельне судно в Кодексі означає самохідну чи несамохідну плавучу споруду, що використовується:
1. для перевезення вантажів, пасажирів, багажу і пошти, для рибного чи іншого морського промислу, розвідки і добування корисних копалин, рятування людей і суден, що зазнають лиха на морі, буксирування інших суден та плавучих об'єктів, здійснення гідротехнічних робіт чи піднімання майна, що затонуло в морі;
2. для несення спеціальної державної служби (охорона промислів, санітарна і карантинна служби, захист моря від забруднення тощо);
3. для наукових, навчальних і культурних цілей;
4. для спорту;
5. для інших цілей.

Риболовне судно — це будь-яке торговельне судно, що використовується для рибного або іншого морського промислу.
Кодекс має численні відсилання до міжнародне приватне право, морських традицій та звичаїв (наприклад, Капітан залишає судно останнім). Також документ уніфіковано з чималою кількістю міжнародних договорів, конвенцій, угод тощо з питань торговельного мореплавства — перш за все, UNCLOS 82.